# 沙田镇 (东莞市)
沙田镇，是中国广东省东莞市下辖的一个镇。面积107平方公里，外来人口20万人。2005年全镇国内生产总值达36.9亿元。2019年中国百强乡镇第66名，沙田镇是中国港口物流重镇。鎮人民政府駐橫流南路46號。

## 行政区划
沙田镇下辖以下地区：
横流社区、滨港社区、中围村、和安村、大流村、泥洲村、杨公洲村、阇西村、民田村、大泥村、福禄沙村、西大坦村、穗丰年村、齐沙村、稔洲村、义沙村、西太隆村和先锋村。

## 人口
根據東莞市第七次全国人口普查公報顯示，截至2020年11月1日零時，沙田鎮常住人口為210175人。

## 交通
穗深城际铁路在该镇境内设东莞港站。

## 学校
- 东方明珠学校